# Young Allies
Les Young Allies (« Jeunes Alliés » en anglais) sont une équipe de garçons de fiction créée par les Américains Jack Kirby et Joe Simon pour la maison d'édition américaine Timely Comics.
Évoqué pour la première fois au printemps 1941 dans Captain America no 4 sous le nom « Sentinels of Liberty » (« Sentinelles de la liberté »), le groupe bénéficie d'un comic book propre de l'été 1941 à 1946 (20 numéros). Kirby et Simon ayant quitté Timely au moment de la publication du premier numéro, la série a été principalement écrite par Stan Lee et Otto Binder, et dessiné par de nombreux auteurs (Al Gabriele, Frank Giacoia, Don Rico, Alex Schomburg, Mike Sekowsky, Syd Shores, etc.).
Ses membres sont de jeunes garçons, dont deux super-héros (Toro et Bucky Barnes), qui combattent avec succès l'Axe Rome-Berlin-Tokyo. Outre son comic book, l'équipe est apparue dans une douzaine d'autres publications de Timely, sans pour autant jamais connaître de grand succès.
Marvel Comics, le successeur de Timely, a repris cette équipe dans Young Allies Comics 70th Aniversary Special, un comic book commémoratif publié en 2009 pour fêter les 70 ans de Timely, et dans la mini-série de Captain America Forever Allies en 2010.
Marvel a également réutilisé ce nom pour d'autres équipes de super-héros presque entièrement différentes en 2000 (incluant Bucky) et 2010 (incluant Toro).